# Leonhardskirche (Feldbach)

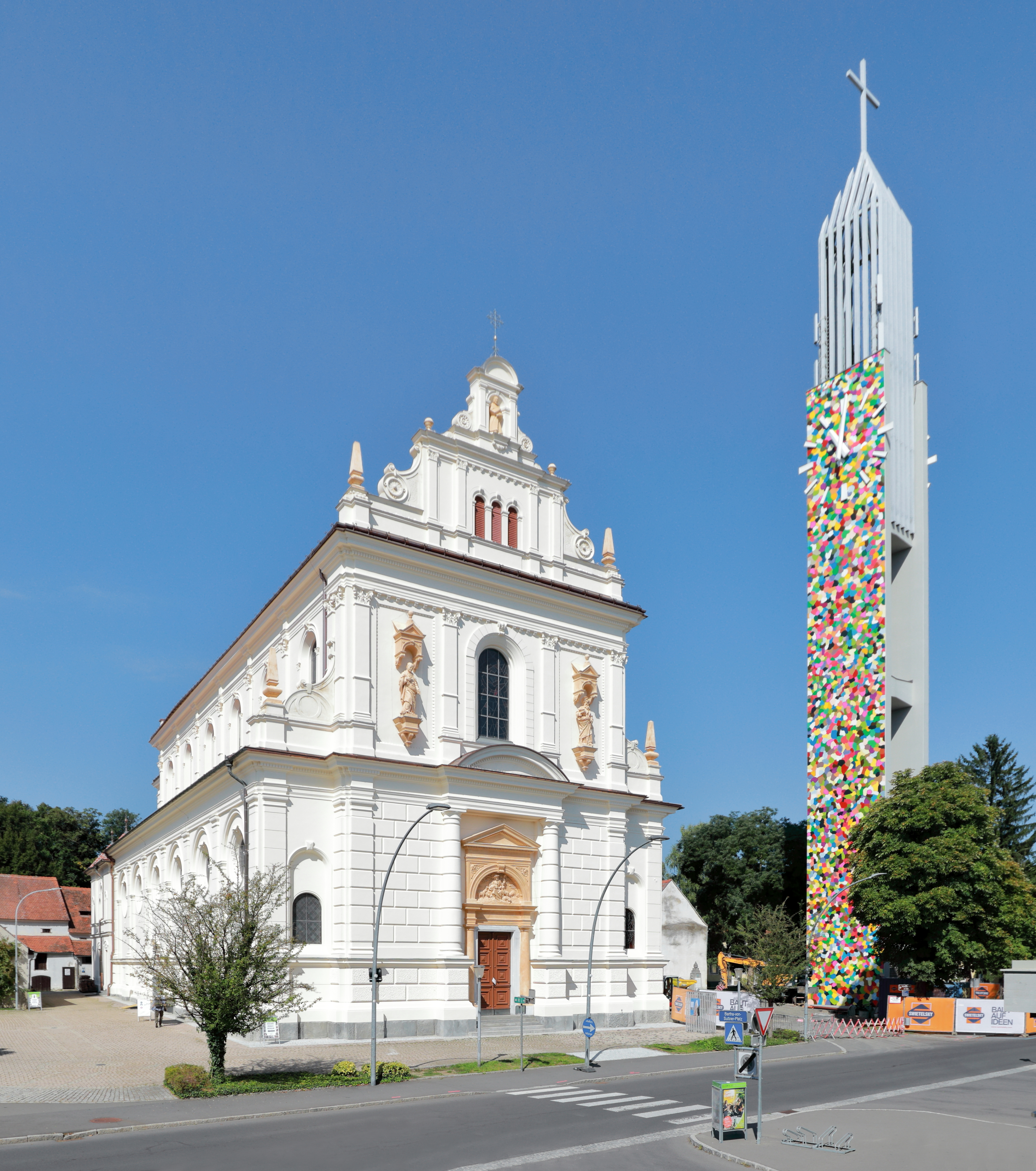
Renaissancestilkirche und Glockenturm der Moderne

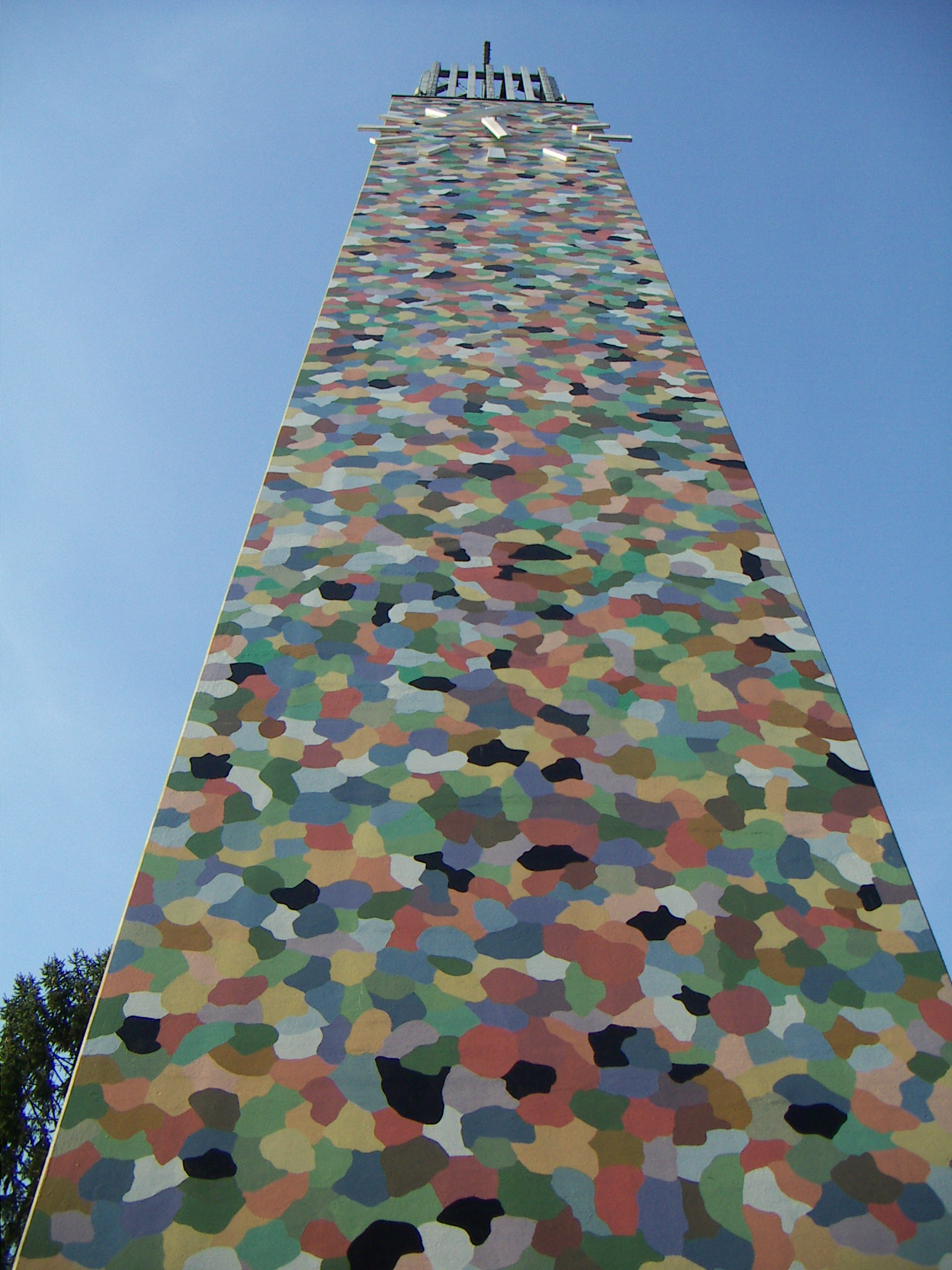
Malerei am Turm von Gustav Troger

Die Pfarrkirche hl. Leonhard ist eine römisch-katholische Kirche in der Stadt Feldbach in der Steiermark.

## Geschichte
Die im Jahre 1188 urkundlich genannte Kirche wurde im Jahre 1232 als Kirche im Vikariat von Riegersburg genannt und im Jahre 1387 zur Pfarrkirche erhoben. Die Kirche wurde von 1898 bis 1900 nach den Plänen des Architekten Hans Pascher als Neubau im Stil der Renaissance unter Einbeziehung des dreijochigen Schiffs der älteren Kirche aus dem 14. Jahrhundert errichtet. Sie steht anstelle eines gotischen Vorgängerbaus, von dem nur noch jener Teil übrig ist, der als Kriegergedächtnisstätte Verwendung findet.

## Baubeschreibung

### Haupthaus der Neorenaissance

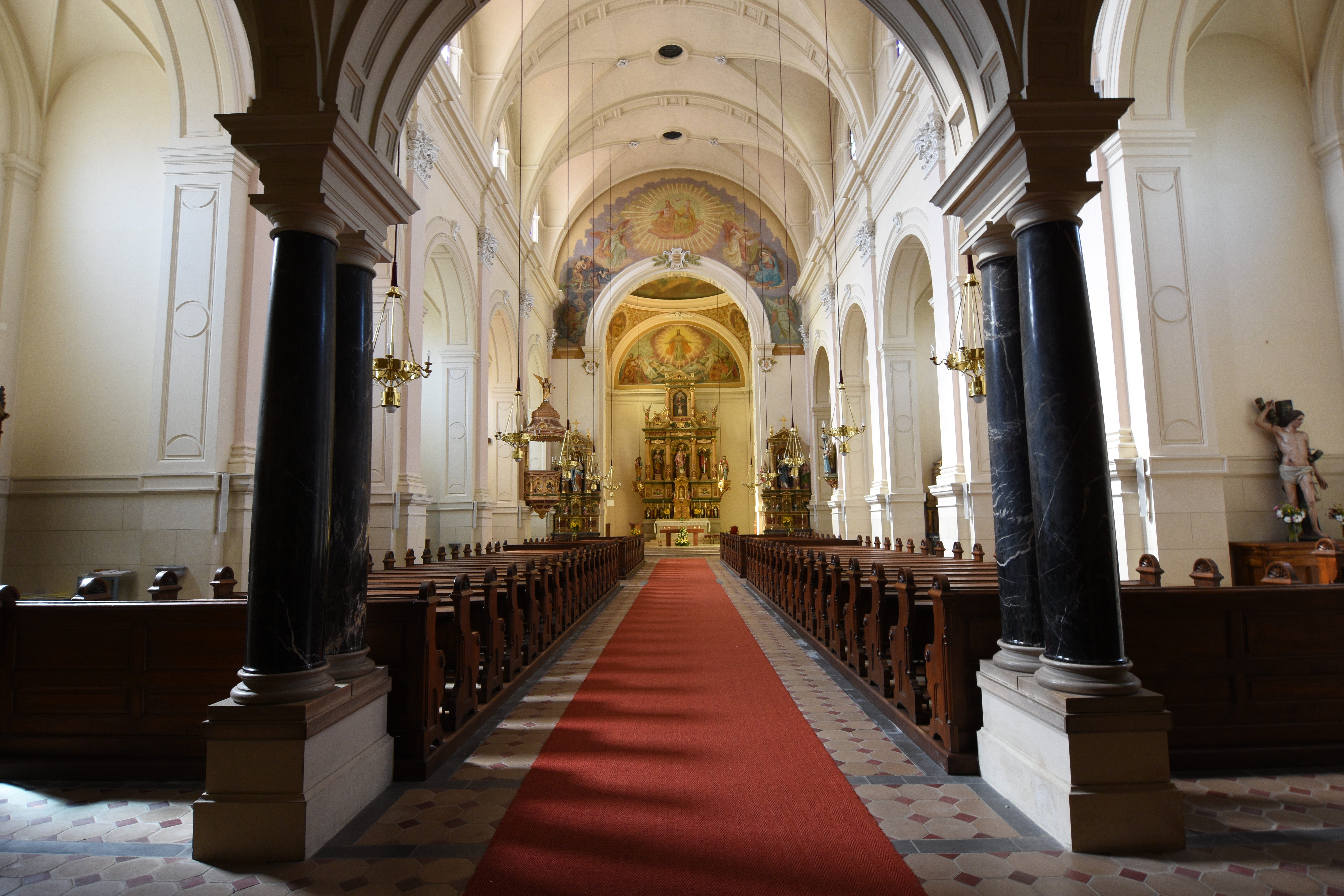
Leonhardskirche Haupthaus

Das weite sechsjochige Langhaus mit Seitenkapellen hat im Westen einen quadratischen eingezogenen Chor. Eine südliche niedrige spätgotische Kapelle und der östliche gotische Chor wurden dabei demoliert, während das gotische Kirchenschiff als Anbau integriert wurde. Außen gibt es gut erhaltene Steinepitaphien zu W. Zwickhl (1582) und zu M. Steinhaisl (1581).

### Gotisches Kirchenschiff als Kriegergedächtnisstätte

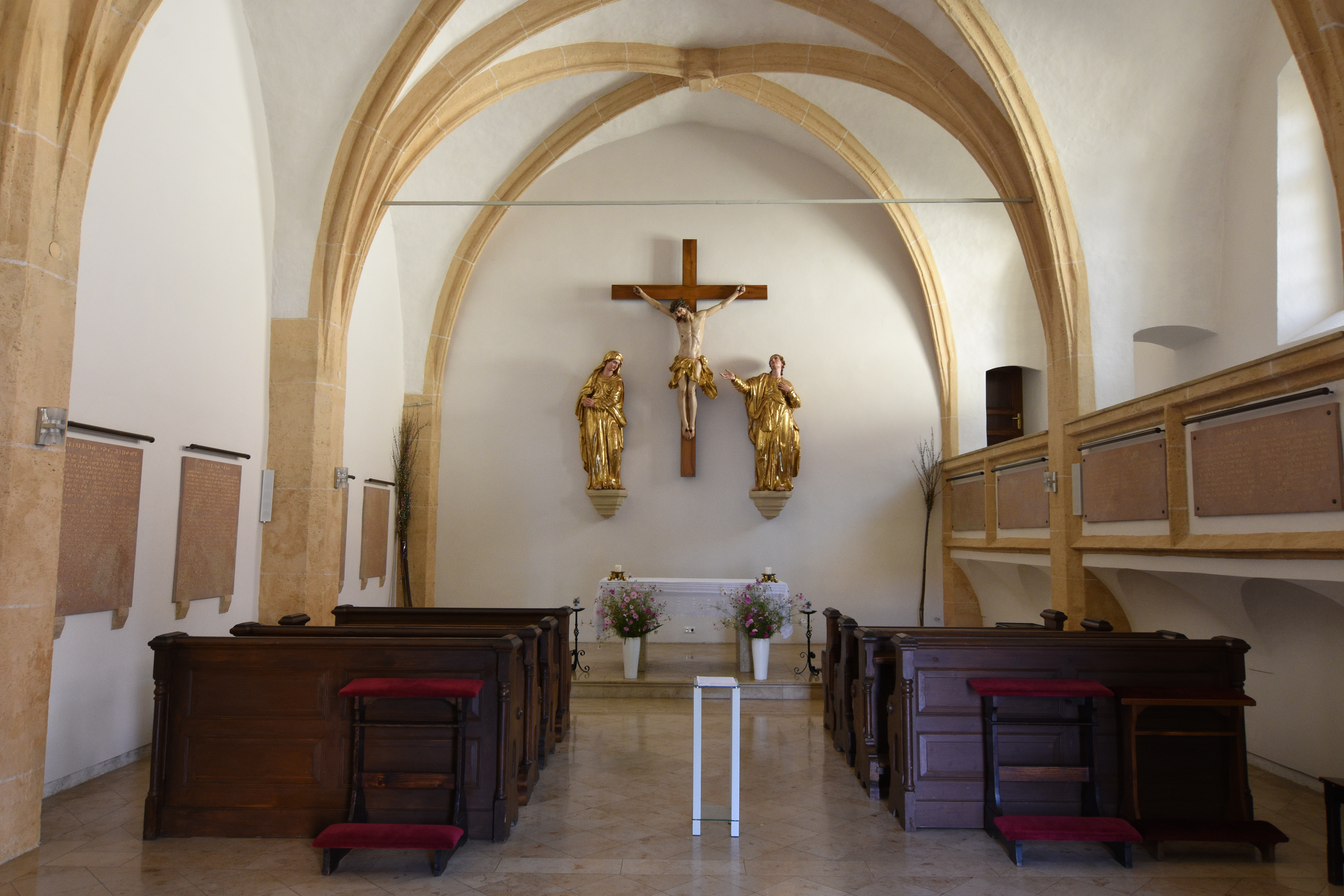
Kriegergedächtnisstätte

Nördlich schließt ein dreijochiges Kirchenschiff mit Kreuzrippengewölbe auf Wandpfeilern mit Emporengang an. Es ist die gotische Kirche aus dem 14. Jahrhundert, die nach schweren Kriegsschäden im Jahre 1945 zu einer Kriegergedächtnisstätte umgestaltet wurde. Davon nördlich ist noch das Untergeschoß des ehemaligen Kirchturms mit der Jahresangabe 1688 erhalten, der obere Teil des Turmes wurde im Jahre 1945 zerstört. Die Kreuzigungsgruppe mit drei Figuren im Altarraum stammt vom Südtiroler Bildhauer Veit Königer. Sie ist aus dem 18. Jahrhundert.

### Betonglockenturm
Von 1961 bis 1964 wurde ein freistehender Glockenturm mit einer Gesamthöhe von 72 m nach den Plänen des Architekten Eberhard Jäger aus Graz errichtet. Die Betonkonstruktion ist von der Firma Suppan, die Stahlkrone von der Firma Puntigam.
Die markante Bemalung mit über 2000 Farbfeldern wurde mit dem damaligen Dechant Johann Leopold unter dem Motto Viele Farben, ein Turm – viele Menschen, eine Pfarre! mit 20 Jugendlichen der Pfarre im Jahre 1987 ausgeführt. Das Kunstwerk wurde nach dem Entwurf „Bild der Demokratie“ von und unter der Anleitung des Grazer Malers Gustav Troger ausgeführt.
Am 8. Mai 2015 wurde das Geläut rundum erneuert und auch um die Friedensglocke erweitert. Die fünf Glocken sind auf h° d′ fis′ a′ h′ gestimmt.

### Kirchentabor

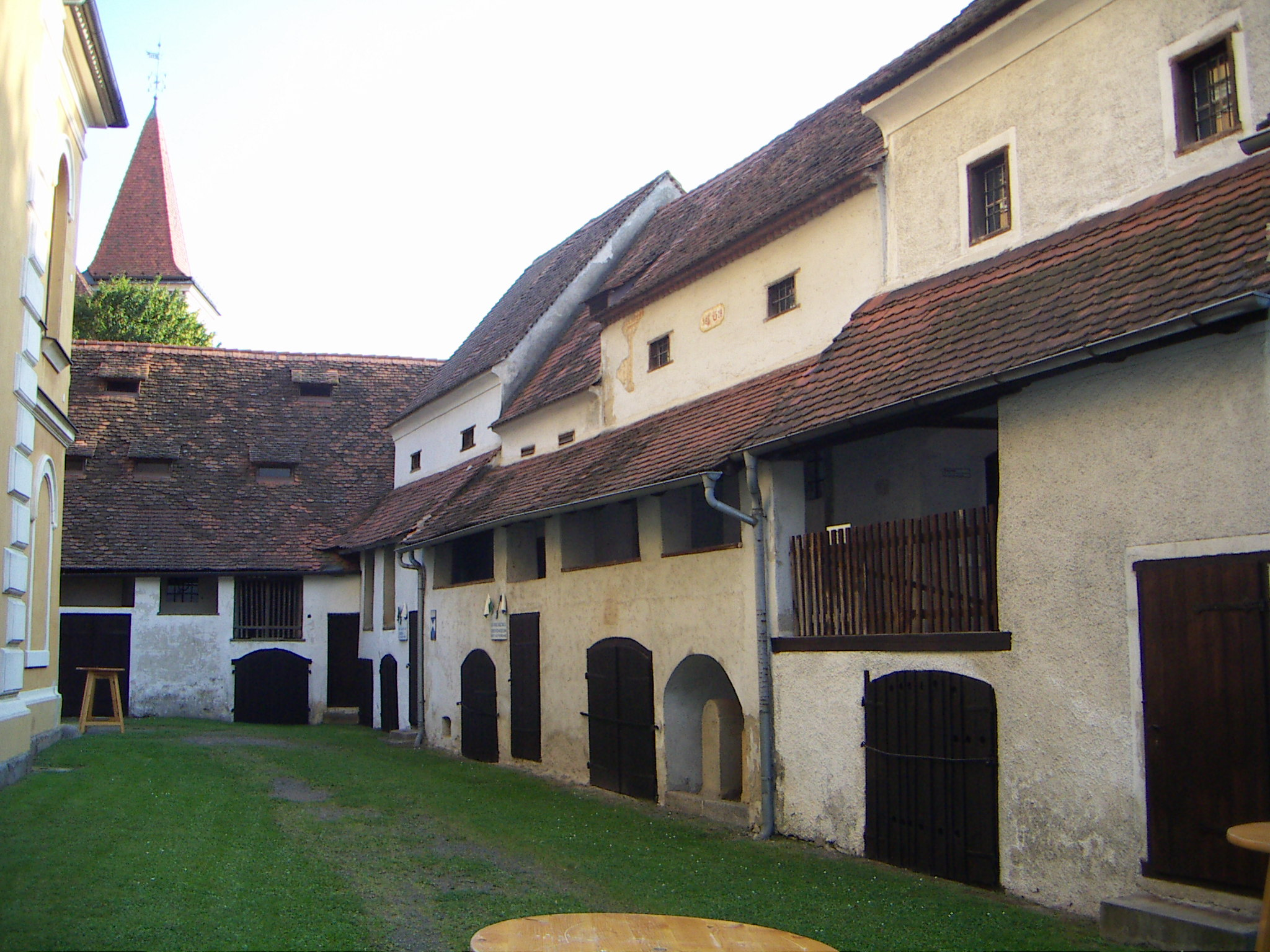
Kirchhof mit Museum im Tabor

Um den Chor der Kirche sind noch Reste des alten Tabors der Stadt aus dem 15. und 16. Jahrhunderts erhalten (Inschrift mit 1474). Der ehemalige Tabor umschloss die Kirche mit einem Wassergraben, mit hohen Schießschartenmauern und mit innenliegenden zwei- bis dreigeschoßigen Speicherbauten (Gaden) mit Wehrgängen. Der Tabor wurde im Jahre 1878 teilweise demoliert. Der Restbestand wird heute als Heimatmuseum und Fischereimuseum genutzt.

### Orgel

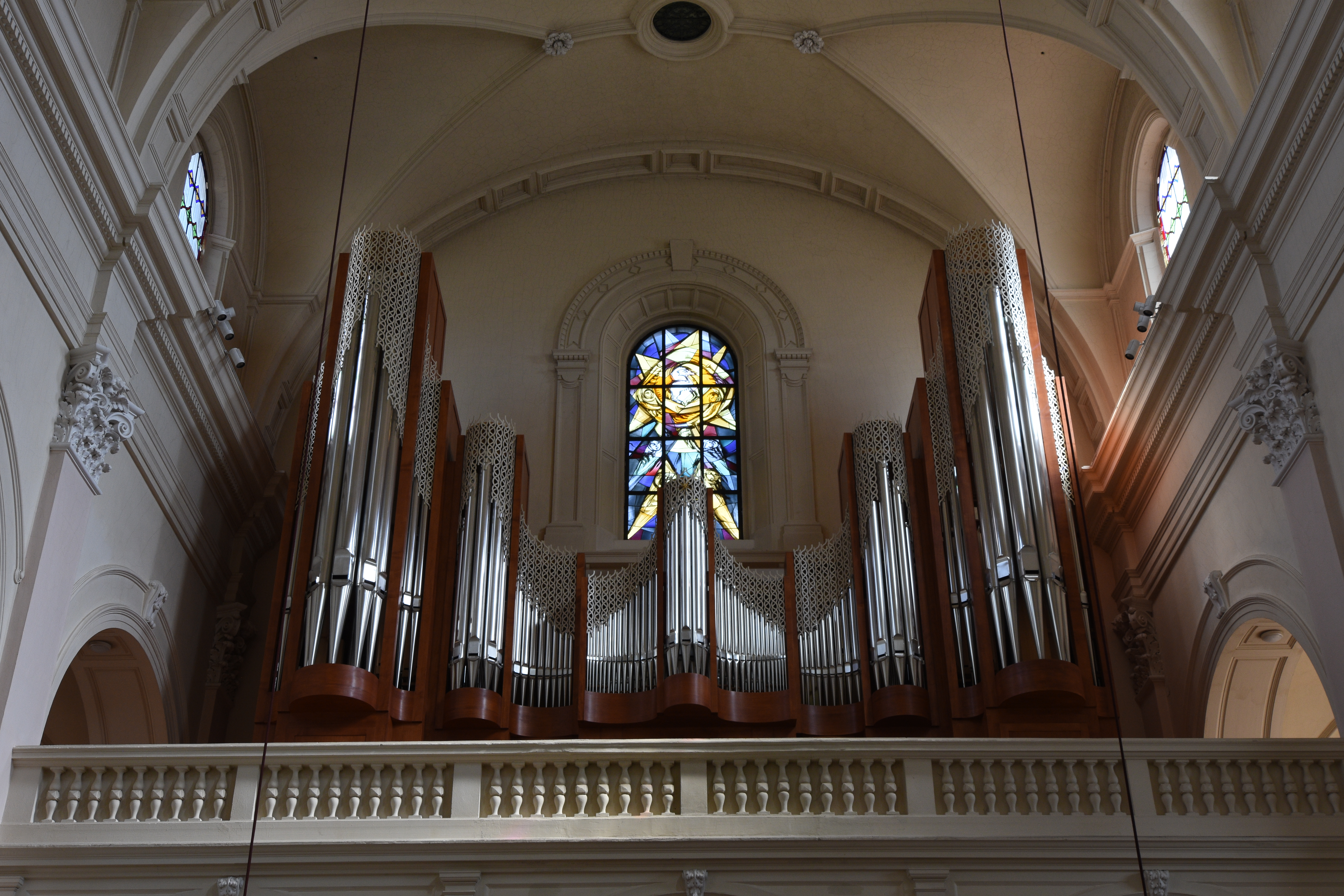
Die neue Orgel

Die Orgel wurde 2012 von der Orgelbaufirma Mathis (Schweiz) erbaut. Das Instrument befindet sich in einem ca. 11 m breiten, 10 m hohen und bis 3 m tiefen Gehäuse. Es hat 46 Register  (3.597 Pfeifen) und drei Effektregister auf drei Manualen und Pedal. Das Effektregister „Weingartmann“ ist ein Windglockenspiel, das nach dem Stadtpfarrer der Gemeinde, Friedrich Weingartmann, benannt wurde. Die Spiel- und Registertrakturen sind mechanisch, die Registertrakturen zusätzlich elektrisch.
| I Hauptwerk C–c4 |              |       |
| 1.               | Principal    | 16′   |
| 2.               | Praestant    | 8′    |
| 3.               | Flauto       | 8′    |
| 4.               | Gambe        | 8′    |
| 5.               | Octave       | 4′    |
| 6.               | Flöte        | 4′    |
| 7.               | Quinte       | 2 ⁄3′ |
| 8.               | Doublette    | 2′    |
| 9.               | Mixtur IV-V  | 2′    |
| 10.              | Cymbel III   | 1′    |
| 11.              | Cornet V     | 8′    |
| 12.              | Trompete     | 8′    |
|                  | Glockenspiel |       |

| II Positiv C–c4 |                 |       |
| 13.             | Principal       | 8′    |
| 14.             | Gedackt         | 8′    |
| 15.             | Octave          | 4′    |
| 16.             | Rohrflöte       | 4′    |
| 17.             | Sesquialtera II | 2 ⁄3′ |
| 18.             | Octave          | 2′    |
| 19.             | Larigot         | 1 ⁄3′ |
| 20.             | Scharff III-IV  | 1 ⁄3′ |
| 21.             | Krummhorn       | 8′    |
|                 | Tremulant       |       |
|                 | Cymbelstern     |       |
|                 | Weingartmann    |       |

| III Schwellwerk C–c4 |                      |        |
| 22.                  | Bourdon              | 16′    |
| 23.                  | Diapason             | 8′     |
| 24.                  | Bourdon              | 8′     |
| 25.                  | Salicional           | 8′     |
| 26.                  | Voix céleste         | 8′     |
| 27.                  | Principal            | 4′     |
| 28.                  | Flûte traversière    | 4′     |
| 29.                  | Dolce                | 4′     |
| 30.                  | Nasard               | 2 ⁄3′  |
| 31.                  | Cor de nuit          | 2′     |
| 32.                  | Tierce               | 1 3⁄5′ |
| 33.                  | Plein jeu IV-V       | 2 ⁄3′  |
| 34.                  | Bombarde             | 16′    |
| 35.                  | Trompette harmonique | 8′     |
| 36.                  | Basson Hautbois      | 8′     |
| 37.                  | Clairon              | 4′     |
|                      | Tremulant            |        |

| Pedal C–g1 |               |       |
| 38.        | Untersatz     | 32′   |
| 39.        | Principalbass | 16′   |
| 40.        | Subbass       | 16′   |
| 41.        | Octavbass     | 8′    |
| 42.        | Gedecktbass   | 8′    |
| 43.        | Choralbass    | 4′    |
| 44.        | Mixtur IV     | 2 ⁄3′ |
| 45.        | Posaune       | 16′   |
| 46.        | Trompete      | 8′    |

- Koppeln: II/I, III/I, III/II, I/P, II/P, III/P